# Ja, Bulgarien!
Ja, Bulgarien! (bulgariska: Да, България!, romaniserat: Da, Balgariya!, DaB) är ett politiskt parti i Bulgarien. Partiet bildades i januari av tidigare den justitieminister Hristo Ivanov. Ja, Bulgarien! är en del av en valallians med Demokrater för ett starkt Bulgarien kallad Demokratiska Bulgarien.

## Historik
Partiet bildades den 7 januari 2017 av Hristo Ivanov, som tjänstgjorde som vice premiärminister och justitieminister i den tillfälliga Regeringen Bliznashki från 6 augusti 2014 till 7 november 2014. Han tjänstgjorde sedan som justitieminister i Regeringen Borisov II från 7 november 2014 fram till hans avgång den 9 december 2015, inlämnad i protest mot misslyckade försök till rättsliga reformer. Vid sitt första möte skisserade Ivanov partiets tre huvudprioriteringar – "att säkerställa rättsstatsprincipen och effektiv och tillgänglig rättvisa; att påskynda tillväxttakten i landet; och kampen mot systemisk fattigdom och för att höja levnadsstandarden."
Enligt The Sofia Globe, "Gjorde Ivanov något som få bulgariska politiker har gjort före honom: han stod upp för sina principer."
Den 11 januari 2017 valdes Ivanov till partiledare tillsammans med ett verkställande råd med 13 parlamentariska suppleanter. Två dagar senare lämnade Ja, Bulgarien! in sina registreringshandlingar inför det kommande parlamentsvalet i slutet av mars. Under de följande veckorna närmade sig flera politiska formationer det nya partiet för att bilda en möjlig koalition för valet, inklusive Gröna rörelsen, DEOS och Bulgarien för medborgare-rörelsen. Radan Kanevs Demokrater för ett starkt Bulgarien, som tidigare hade splittrats Reformistblocket i november 2016, erbjöd sig att förena sig med Ivanovs parti. Som svar meddelade Ja, Bulgarien! att de skulle försöka att kandidera självständigt, med Ivanov som sade att "det är rättvist att etablera en långsiktig förbindelse med väljaren, att ha vår egen image", och avvisade därmed erbjudandet från Kanevs nu omdöpta "Ny republik"-koalitionen.
Den 30 januari godkände Sofias kommunalrätt registreringen av Ja, Bulgarien! som ett politiskt parti, men tre efterföljande formella klagomål mot det beslutet innebar att ledningen var tvungen att leta efter en möjlig koalition för att klara av deadline för registrering. Den 8 februari meddelade Hristo Ivanov att en överenskommelse om att bilda en koalition mellan Ja Bulgarien!, Gröna rörelsen och DEOS hade uppnåtts, och registrering skulle vara möjlig efter insamling av över 20 000 underskrifter på en dag. Alla tre klagomålen drogs senare tillbaka, och trots ytterligare överklaganden till Centrala valkommissionen, godkändes koalitionen för deltagande den 15 februari.
Enligt Novinite är "Gröna rörelsen Bulgariens mest aktiva miljöpartister, medan DEOS är en liberal organisation som fokuserar på "rättsstaten", aktivt medborgardeltagande och minoriteter."
Vid valet 2017 vann Ja, Bulgarien totalt 101 217 röster, eller 2,96 % av alla avgivna röster, vilket lämnade partiet som det 7:e största partiet, men utan parlamentarisk representation. I Sofias tre valkretsar fick partiet totalt 7,77 % av alla avgivna röster och kom på 4:e plats, mindre än 1 000 röster bakom Förenade patrioter på 3:e plats. Totalt kom mer än 70 000 röster (nästan 70 %) från Sofia, Plovdiv och Varna, samt från bulgarer utomlands.
Den 30 mars 2020, under Covid-19-pandemin i landet, föreslog Sofias kommunfullmäktigeledamöter från Demokratiska Bulgarien, en koalition Ja, Bulgarien är en del av, ett åtgärdspaket för att försvara den lokala ekonomin. Dessa inkluderade en tiofaldig skattesänkning för hyresvärdar för att hyra en lägenhet, hyresfri period för företag som hyr kommunal fastighet under den nationella nödsituationen och omorganisation av Sofias kollektivtrafik med tanke på det minskade passagerarflödet.
Hristo Ivanov och hela partiledningen tillkännagav den 15 november sin avgång efter DB-koalitionens dåliga resultat i valet den 14 november. Han omvaldes som partiledare i januari 2022.